# 稲垣隆史
稲垣 隆史（いながき たかし、1937年5月11日 - 2025年3月12日）は、日本の俳優、声優。劇団民藝所属。

## 経歴
俳優座養成所第8期卒業後、劇団民藝に入団し、1960年宇野重吉演出の『檻』でデビュー。舞台と同じくテレビドラマや映画に出演していたが、晩年に至るまでは舞台に専念していた。日本音楽集団の協力会員でもあり、何度か客演している。2016年後半は病気療養中であったが、2017年に現役へ復帰していた。
また2013年1月1日、自身の出身地である渋川市から市の魅力をPRする「日本のまんなか しぶかわ観光大使」に委嘱された（2014年12月31日をもって、任期満了）。
2025年3月12日、肺炎のため東京都町田市の病院で死去した。87歳没。
特技はピアノ演奏。

## 出演作品（俳優）

### テレビドラマ
- バス通り裏（1958年、NHK）
- ここに人あり 第102回「ひまわりの丘」（1959年8月5日、NHK）
- 夏の終わり（1960年8月19日、毎日放送）
- サンヨーテレビ劇場 『息子の青春』（1961年2月3日、TBS）
- サンヨーテレビ劇場 『妻の青春』（1961年2月10日、TBS）
- 部長刑事 第355回「誘拐ごっこ」（1965年7月24日、朝日放送）
- 休みの日に（1967年5月11日、NHK）
- 七つの愛の物語 第26回 - 第30回 涙はいらない（1967年12月18日 - 12月22日、日本テレビ）
- 鬼平犯科帳（1969 - 1972年、NETテレビ） 第23話「罪（つみ）」（1970年3月10日） - 音吉
- 旗本退屈男（1970年、フジテレビ）
- 落日燃ゆ（1976年）
- 血痕（1979年）
- 時代劇スペシャル 女盗賊忍び舞い（1983年、フジテレビ / 東宝） - 仙次 役
- 特捜最前線 第369話「兜町・コンピューターよ、演歌を歌え!」（1984年、テレビ朝日）

### 映画
- 雑草のような命（1960年1月21日、日活） - 神崎五郎 役
- 「キャンパス110番」より 学生野郎と娘たち（1960年2月21日、日活） - 近眼の学生 役
- 六三制愚連隊（1960年3月13日、日活） - 大熊 役
- 邪魔者は消せ（1960年4月16日、日活） - 田中鉄平 役
- 地図の無い街（1960年6月15日、日活） - 敏雄 役
- ガラスの中の少女（1960年11月9日、日活） - 松三 役
- あいつと私（1961年9月10日、日活）
- 七人の刑事 終着駅の女（1965年6月26日、日活）
- 黒部の太陽（1968年2月17日、日活） - テツ（岩岡班抗夫） 役
- 娘たちは風にむかって（1972年6月12日、ほるぷ） - 梅田大介 役

### 舞台
- 『檻』（1960年、劇団民藝　作：小林勝 演出：宇野重吉） - 赤チン 役
- 『セールスマンの死』（1975年、劇団民藝　作：アーサー・ミラー 訳・演出：菅原卓） - ハッピー 役
- 『炎の人〜ゴッホ小伝』（1976年、劇団民藝　作：三好十郎 演出：滝沢修） - ロートレック 役
- 『アンネの日記』（1979年、劇団民藝　作：菅原卓 演出：滝沢修） - デュッセル 役
- 『第二次大戦のシュベーク』（1988年、劇団民藝　作：ベルトルト・ブレヒト） - アドルフ・ヒトラー 役
- 『どん底』（1990年、劇団民藝　作：マキシム・ゴーリキー 台本・演出：渡辺浩子） - 役者 役
- 『巨匠』（1991年、劇団民藝　作：木下順二 演出：内山鶉） - ピアニスト 役
- 『吉野の盗賊』（1992年、劇団民藝　作：久保栄 演出：滝沢修 演出補：若杉光夫） - 三上六平太 役
- 『終末の刻』（1993年、劇団民藝　作：村山知義 演出：滝沢修 演出補：若杉光夫） - 山田右衛門作 役
- 『怒りのぶどう』（1994年、劇団民藝　作：ジョン・スタインベック 脚色：フランク・ガラー 訳：丹野郁弓、渡辺浩子 演出：渡辺浩子） - 語り手
- 『黄金バット伝説』（1995年、劇団民藝　原作：加太こうじ 脚本・演出：伊東弘允） - 久藤時造 役
- 『俳諧師』（1996年、劇団民藝　作：岡本綺堂 演出：滝沢修） - 路通 役
- 『巨匠』（1997年、劇団民藝　作：木下順二 演出：内山鶉） - ピアニスト 役
- 『あっぱれクライトン』（1997年、劇団民藝　作：ジェイムズ・マシュー・バリイ 訳：丹野郁弓 演出：滝沢修） - ローム伯爵 役
- 『晴れのちくもり時々涙…』（2001年、劇団民藝　作：阿部照義 演出：若杉光夫） - 本多巡査 役
- 『WHITE PHASE』（2003年、劇団民藝　作：渡邊一功 演出：兒玉庸策） - 湯村 役
- 『雨月物語』（2003年、真光寺） - 語り
- 『巨匠』（2004年、劇団民藝　作：木下順二 演出：内山鶉） - ピアニスト 役
- 『火山灰地』第一部・第二部（2005年、劇団民藝　作：久保栄 演出：内山鶉） - 辻章平 役、神主 役
- 『涙』（2007年、劇団民藝　原作：乃南アサ 脚本：小林都史子 演出：中島裕一郎） - 韮山 役
- 『神戸北ホテル』（2009年、劇団民藝　作：小幡欣治 演出：丹野郁弓） - 小鹿啓四郎（ホテル支配人） 役
- 『どろんどろん』（2010年、劇団民藝　作：小幡欣治 演出：丹野郁弓） - 尾上菊五郎（三世・役者） 役
- 『帰還』（2011年、劇団民藝　作：坂手洋二 演出：山下悟） - 桐本義光 役
- 『どろんどろん』（2013年、劇団民藝　作：小幡欣治 演出：丹野郁弓） - 尾上菊五郎（三世・役者） 役
- チャリティー公演 語りと音楽の夕べ 『戦場のピアニスト』、『耳なし芳一』（2013年、渋川市民会館） - 語り
- 『八月の鯨』（2013年、劇団民藝　作：デイヴィッド・ベリー 訳・演出：丹野郁弓） - ジョシュア 役
- 『ヒトジチ』（2015年、劇団民藝　作：ブレンダン・ベーハン 訳・演出：丹野郁弓） - モンソワー 役
- 山椒大夫 - 厨子王 役
- るつぼ - ジョンヘイル牧師 役
- 一人芝居 糞ったれ！

### その他
- 日本音楽集団 - 語り

## 出演作品（声優）
※太字はメインキャラクター。

### 吹き替え

#### 担当俳優
アルバート・フィニー
- オーシャンズ12（ル・マーク / 2007年）※日本テレビ版
- その土曜日、7時58分（チャールズ・ハンソン / 2009年）
- 007 スカイフォール（キンケイド / 2012年）

アンソニー・ホプキンス
- アレキサンダー（プトレマイオス1世 / 2005年）
- プルーフ・オブ・マイ・ライフ（ロバート / 2006年）
- ヒッチコック（アルフレッド・ヒッチコック / 2013年）
- ウエストワールド（ロバート・フォード博士 / 2017年）

イアン・マクダーミド
- エイリアス 2重スパイの女（ブランドン / 2001年）
- エリザベス1世 〜愛と陰謀の王宮〜（バーリー卿ウィリアム・セシル / 2005年）
- スター・ウォーズ エピソード3/シスの復讐（パルパティーン / ダース・シディアス / 2005年）
- オビ＝ワン・ケノービ（パルパティーン皇帝 / 2022年）※初代

デイキン・マシューズ
- ザ・ホワイトハウス（サイモン / 1999年）
- プロビデンス（ディック・ジョンソン博士 / 1999年）
- デスパレートな妻たち7（サイクス牧師 / 2012年）※2代目

ドナルド・サザーランド
- ダークエイジ・ロマン 大聖堂（バーソロミュー / 2011年）
- ハンガー・ゲームシリーズ（コリオラヌス・スノー大統領）
  - ハンガー・ゲーム（2012年）
  - ハンガー・ゲーム2（2013年）
  - ハンガー・ゲーム FINAL: レジスタンス（2015年）
  - ハンガー・ゲーム FINAL: レボリューション（2015年）

- 鑑定士と顔のない依頼人（ビリー / 2014年）

ハル・ホルブルック
- 新アウターリミッツ（ハービソン最高裁判官 / 2001年）
- リンカーン（プレストン・ブレア / 2013年）
- プロミスト・ランド（フランク・イェーツ / 2015年）

ブライアン・コックス
- X-MEN2（ウィリアム・ストライカー / 2003年）※劇場公開版
  - X-MEN:フューチャー&パスト（年老いたストライカー / 2014年）

- マッチポイント（アレックス・ヒューイット / 2007年）
- 猿の惑星: 創世記（ジョン・ランドン / 2011年）
- モーガン プロトタイプL-9（ジム・ブライス / 2017年）

マイケル・ガンボン
- プランケット&マクレーン（ギブソン卿 / 2001年）
- ハイヒール・エンジェル（ケリガン / 2002年）
- シャーロット・グレイ（ルベート / 2003年）
- レイヤー・ケーキ（エディ・テンプル / 2006年）
- グッド・シェパード（フレデリックス教授 / 2008年）

#### 映画（吹き替え）
1970年
- 恋人たち（ベルナール〈ジャン＝マルク・ボリー〉）

1989年
- デンジャラス・ウーマン もう誰も殺せない（イタリア語版）（レニー・ブリスコー〈ジェリー・オーバック〉）

1998年
- X-ファイル:ザ・ムービー（アルヴィン・カーツウェル〈マーティン・ランドー〉）
- ジャッカルの日（クロード・ルベル警視〈マイケル・ロンズデール〉）※テレビ東京版
- フォレスト・ガンプ/一期一会（医者）※日本テレビ版

1999年
- アルテミシア（英語版）（オラーツィオ公爵〈ミシェル・セロー〉）
- インデペンデンス・デイ（ウィリアム・グレイ将軍〈ロバート・ロッジア〉[6]）※テレビ朝日版
- エグゼクティブ・デシジョン（ホワイト国防長官〈レン・キャリオー〉）※テレビ朝日版
- シークレット/嵐の夜に（ラリー・クック〈ジェイソン・ロバーズ〉）
- 陪審員 ※日本テレビ版
- パッチ・アダムス トゥルー・ストーリー（アンダーソン学長〈ハーヴ・プレスネル〉）
- ペイバック（ジャスティン・フェアファックス〈ジェームズ・コバーン〉）※ソフト版

2000年
- イヴの総て（マックス・フェビアン〈グレゴリー・ラトフ〉）※テレビ東京版（DVD・BD収録）
- エンド・オブ・デイズ（コバック神父〈ロッド・スタイガー〉）※ソフト版
- 娼婦ベロニカ（ドメニコ・ベニエ〈フレッド・ウォード〉）
- 大脱走（マクドナルド〈ゴードン・ジャクソン〉）※テレビ東京版
- デビル（ピーター・フィッツシモンズ〈ジョージ・ハーン〉）※日本テレビ版
- ヘブンズ・プリズナー（ディディ・ジャンカーノ〈ジョー・ヴィテレリ〉）※テレビ東京版
- ベン・ハー（クインタス・アリウス〈ジャック・ホーキンス〉）※テレビ東京版（DVD収録）
- 目撃（ウォルター・サリヴァン〈E・G・マーシャル〉）※テレビ朝日版

2001年
- エグゼクティブ・エクスプレス/プリズンブレイク（ジャック・クレイマー刑務所所長〈エド・オロス〉）
- 神さまお願い!（アーニー〈ジーン・ビックネル〉）
- クレイドル・ウィル・ロック（ウィリアム・ランドルフ・ハースト〈ジョン・カーペンター〉）
- クリムゾン・リバー（学長〈ディディエ・フラマン〉）※フジテレビ版
- サルサ!（フランス語版）（父親〈ミシェル・オーモン〉）
- ショコラ（レノ伯爵〈アルフレッド・モリーナ〉）
- タイタニック（スパイサー・ラブジョイ〈デビッド・ワーナー〉）※フジテレビ版
- ダンサー（オスカー〈フェオドアー・アトキン〉）
- ハイテクサンタがやってきた（英語版）（サンタクロース）
- バガー・ヴァンスの伝説（ハーディ・グリーヴス〈老年期〉〈ジャック・レモン〉）
- バトルフィールド・アース（統治官）
- マルコヴィッチの穴（レスター社長〈オーソン・ビーン〉）

2002年
- キューティ・ブロンド（キャラハン校長〈ヴィクター・ガーバー〉）※ソフト版
- グリーンマイル（ハリー・ムーアズ〈ジェームズ・クロムウェル〉）※フジテレビ版
- ジェヴォーダンの獣
- スパイダーマン（スローカム将軍〈スタンリー・アンダーソン〉）
- スノーホワイト/白雪姫 ※NHK版
- 蝶の舌（ドン・グレゴリオ先生〈フェルナンド・フェルナン・ゴメス〉）
- バーティカル・ハンガー（英語版）（マック〈ダブニー・コールマン〉）
- プライベート・ライアン（年老いたライアン〈ハリソン・ヤング〉）※テレビ朝日版

2003年
- アイ・スパイ（アーノルド・ガンダーズ〈マルコム・マクダウェル〉）
- クリムゾン・リバー（学長〈ディディエ・フラマン〉）※フジテレビ版
- 少女の髪どめ（英語版）（メマル〈モハマド・アミル・ナジ〉）
- ジョニー・イングリッシュ ※劇場公開版
- ステート・オブ・グレース（ボレリ〈ジョー・ヴィテレリ〉）※フジテレビ版
- ナインスゲート（ヴィクター・ファルガス〈ジャック・テイラー〉）※テレビ朝日版
- ノー・グッド・シングス（クオレル〈ジョス・アクランド〉）
- ノボケイン/局部麻酔の罠（フランク・サングスター〈スティーヴ・マーティン〉）
- プロポーズ（シド・グラックマン〈エドワード・アズナー〉）※テレビ朝日版
- ブルース・オールマイティ（ジャック・ケラー〈フィリップ・ベイカー・ホール〉）
- リプリー（ハーバート・グリーンリーフ〈ジェームズ・レブホーン〉）※テレビ朝日版

2004年
- アルマゲドン（アメリカ合衆国大統領〈スタンリー・アンダーソン〉）※日本テレビ版
- トータル・フィアーズ（ジーン・リーヴェル〈ブルース・マッギル〉）※フジテレビ版
- パニック・ルーム（スティーブン・アルトマン〈パトリック・ボーショー〉）※テレビ朝日版

2005年
- A.I.（スペシャリスト〈声：ベン・キングズレー〉）※TBS版
- ギャング・オブ・ニューヨーク（ウィリアム・ボス・トゥイード〈ジム・ブロードベント〉）※日本テレビ版
- ターミネーター3（ピーター・シルバーマン〈アール・ボーエン〉）※日本テレビ版
- フロム・ヘル（ウィリアム・ガル卿〈イアン・ホルム〉）※テレビ東京版
- Ray/レイ

2006年
- インソムニア（チャーリー・ニューバック〈ポール・ドゥーリイ〉）※テレビ東京版
- ガーフィールド2
- グレイテスト・ゲーム（ノースクリフ卿〈ピーター・ファース〉）
- 恋する神父（英語版）（ナム神父〈キム・インムン〉）
- スーパーマン（ジョナサン・ケント〈グレン・フォード〉）※2006年テレビ朝日版
- スーパーマン リターンズ（ペリー・ホワイト〈フランク・ランジェラ〉）
- 007は二度死ぬ（ブロフェルド〈ドナルド・プレザンス〉）※ソフト版
- 007 ロシアより愛をこめて（ブロフェルド〈アンソニー・ドーソン〉）※ソフト版
- 迷宮の女（フランス語版）（カール・フロイト〈ミシェル・デュショソワ〉）
- ラスト サムライ（スワンベック大使〈スコット・ウィルソン〉）※テレビ朝日版
- ロード・オブ・ウォー（シメオン・ワイズ〈イアン・ホルム〉）

2007年
- エレクション（タン〈ウォン・ティンラム〉）
- 幸せのちから（マーティン・フローム〈ジェームズ・カレン〉）※ソフト版
- スターダスト（ナレーション〈イアン・マッケラン〉）

2008年
- ゴッドファーザー PART II（ハイマン・ロス〈リー・ストラスバーグ〉）※DVD・BD新録版
- 孤独な嘘（ジェームズ・マニング〈トム・ウィルキンソン〉）
- サウンド・オブ・ミュージック（ツェラー〈ベン・ライト〉）※DVD新録版
- ターミナル（サルチャック〈エディ・ジョーンズ〉）※フジテレビ版
- ナバロンの要塞（ジェンセン准将〈ジェームズ・ロバートソン・ジャスティス〉）※ソフト版

2009年
- ゲット スマート（大統領〈ジェームズ・カーン〉）※ソフト版
- フロスト×ニクソン（リチャード・ニクソン〈フランク・ランジェラ〉）
- プロフェシー（リーク博士〈アラン・ベイツ〉）※テレビ東京版
- ベイビーママ（バリー〈スティーヴ・マーティン〉）

2010年
- アリス・イン・ワンダーランド（ジャバウォック〈クリストファー・リー〉）※劇場公開版
- アガサ・クリスティ 蒼ざめた馬（ベナブルス〈マイケル・バーン〉）
- ハウエルズ家のちょっとおかしなお葬式（アルフィー叔父さん〈ピーター・ヴォーン〉）
- WHO AM I?（シャーマン将軍〈エド・ネルソン〉）※テレビ東京版

2011年
- アジャストメント（トンプソン〈テレンス・スタンプ〉）
- ラスト・ターゲット（ベネディット神父〈パオロ・ボナッチェリ〉）

2012年
- ドラゴン・タトゥーの女（ヘンリック・ヴァンゲル〈クリストファー・プラマー〉）
- ホビット 思いがけない冒険（バーリン〈ケン・ストット〉）

2013年
- アルゴ（レスター・シーゲル〈アラン・アーキン〉）

2014年
- ホビット 竜に奪われた王国（バーリン〈ケン・ストット〉）
- ホビット 決戦のゆくえ（バーリン〈ケン・ストット〉[7]）
- ラッシュ/プライドと友情（ルイス・スタンリー〈デヴィッド・コールダー〉）

2016年
- Mr.タスク（ハワード・ハウ〈マイケル・パークス〉）

2017年
- ミス・ペレグリンと奇妙なこどもたち（エイブ〈テレンス・スタンプ〉）

2024年
- ハンガー・ゲーム0

#### ドラマ
- アリー my Love（ハロルド・ワトキンズ〈ピーター・ホワイト〉）
- アナザー・ライフ〜天国からの3日間〜（ライオネル〈ウィリアム・ハット〉）
- ER緊急救命室シリーズ
  - シーズンIII - XV（ドナルド・アンスポー〈ジョン・アイルワード〉）
  - シーズンXV #22（ガンディ〈アーサー・アラン・シーデルマン〉）
- エイリアス 2重スパイの女（ドレイヤー〈トビン・ベル〉）
- NCIS:ニューオーリンズ（カシアス・プライド〈ステイシー・キーチ〉）
- おまかせアレックス（グリフィン〈フランシス・X・マッカーシー〉）
- 海底2万マイル（マカッチェン提督〈ピーター・マッコーリー〉）
- 騎馬警官（ジェラード〈ケン・ポーグ〉）
- クリミナル・マインド FBI行動分析課 #21（ブルーノ・ホークスCIA作戦部長〈レイ・ベイカー〉）
- グッド・ワイフ2（フランク・マイケル・トーマス〈フレッド・ダルトン・トンプソン〉）
- ケネディ家の人びと（ジョセフ・P・ケネディ〈トム・ウィルキンソン〉）
- サブリナ（デューク〈ディック・ヴァン・ダイク〉）
- タイタニック運命の航海（エッチス〈バーナード・カフリング〉）
- 12人の怒れる男 評決の行方（陪審員4番〈アーミン・ミューラー＝スタール〉）※NHK版
- SCORPION/スコーピオン #10（タルベルト少将〈ピーター・ジェイソン〉）
- スーパーナチュラル（ハーリー・ジョージソン〈トム・バトラー〉）
- 戦争と平和（ミハイル・クトゥーゾフ将軍〈ボリス・ザハーワ〉）
- ダメージ（ホリス・M・ナイ〈フィリップ・ボスコ〉）
- チェオクの剣（チョン・ピルジュン〈チョン・ウク〉）
- チップス先生さようなら（ウェザビー〈ジョン・ウッド〉）※NHK版
- デスパレートな妻たち2（ノア・テイラー〈ボブ・ガントン〉）
- どこかでなにかがミステリー2（レオポルド・マーティン〈デビッド・アダムス〉）
- ドラマ 東京裁判（ウィリアム・パトリック判事〈ポール・フリーマン〉）
- ドクター・フー（ゲイブリエル・スニード〈アラン・デイビット〉）
- ハイスクール・ウルフ（ドクター・ラズロ〈ハーベイ・アトキン〉）
- バーナビー警部（エドワード・アラダイス〈モレイ・ワトソン〉）
- バーン・ノーティス 元スパイの逆襲 #1（Mr.パイン〈レイ・ワイズ〉）
- ファン・ジニ（ソ・ギョンドク）
- 4400 未知からの生還者（オーソン・ベイリー〈マイケル・モリアーティ〉）
- ふたりは友達? ウィル&グレイス（ダドリー〈オーソン・ビーン〉）
- ホーンブロワー 海の勇者（ハモンド艦長〈イアン・マッケルヒニー〉）
- ボルジア家 愛と欲望の教皇一族（ジローラモ・サヴォナローラ〈スティーヴン・バーコフ〉）
- ボードウォーク・エンパイア 欲望の街
- マードック・ミステリー 〜刑事マードックの捜査ファイル〜（カトラー）
- マスケティアーズ/三銃士（デュック・ド・バービル〈ニコラス・ブレイン〉）
- MACGYVER/マクガイバー #4（アレクサンドル・オルロフ〈エリヤ・バスキン〉）
- ミス・エバーズ・ボーイズ〜黒人看護婦の苦悩（英語版）（上院議長〈E・G・マーシャル〉）
- ミステリー・グースバンプス（ベン・ハサド〈エリアス・ツァーロウ〉）
- ミス・マープル3 ゼロ時間へ（トリーブス）
- ミス・マープル5 鏡は横にひび割れて（ビンセント・ホッグ）
- 名探偵ポワロ ※NHK版
  - 「アクロイド殺人事件」（ロジャー・アクロイド）
  - 「ハロウィーン・パーティー」（コットレル牧師）
- 名探偵モンク（ドクター・ベル〈ヘクター・エリゾンド〉）
- リーサル・ウェポン シーズン1 #3（ネッド・ブローワー〈テッド・レヴィン〉）
- リゾーリ&アイルズ4（パトリック・ドイル〈リチャード・ハード〉）
- ロズウェル - 星の恋人たち（リバー・ドック〈ネッド・ロメロ〉）

#### アニメ
1998年
- タンタンの冒険

2008年
- スター・ウォーズ/クローン・ウォーズ（シーヴ・パルパティーン最高議長 / ダース・シディアス）

2009年
- スター・ウォーズ/クローン・ウォーズ（テレビシリーズ）（シーヴ・パルパティーン最高議長 / ダース・シディアス）

2011年
- LEGO スター・ウォーズ パダワン・メナス（シーヴ・パルパティーン皇帝 / ダース・シディアス）

2013年
- LEGO スター・ウォーズ エンパイア・ストライクス・アウト（シーヴ・パルパティーン皇帝 / ダース・シディアス）

2014年
- メガマインド（所長）

2015年
- スター・ウォーズ 反乱者たち（シーヴ・パルパティーン皇帝 / ダース・シディアス）

2021年
- スター・ウォーズ: バッド・バッチ（シーヴ・パルパティーン皇帝 / ダース・シディアス〈初代〉）

### テレビアニメ
1990年代
- EAT-MAN（1997年、ハウエル）
- コボちゃんスペシャル 約束のマジックディ（1998年、岩夫）

2000年代
- 最終兵器彼女（2002年、アケミの父）
- 焼きたて!!ジャぱん（2004年、ガイア）
- 太陽の黙示録（2006年、柳拓磨）
- ゴルゴ13（2008年、コールマン）
- ソウルイーター（2008年、モスキート）

2010年代
- 青の祓魔師（2011年、勝呂の父）
- 七つの大罪（2014年、ケイン・バルザド）
- ベルセルク（2016年、ゴドー）
- 七つの大罪 戒めの復活（2018年、ケイン）

### 劇場アニメ
- ハードル 真実と勇気の間で（2004年、じいさま）
- 劇場版 幼女戦記（2019年、ヨセフ・ジュガシヴィリ[10]）

### ラジオドラマ
- 青春アドベンチャー（NHK-FM）
  - 分身（1998年） - 藤村教授
  - タイムスリップ 大阪の陣（2010年） - 徳川家康
- FMシアター（NHK-FM）
  - その堤を超えて（2000年） - 遠藤所長
  - 天使の赤紙（2007年） - 野中軍医
  - スペインの現代文学シリーズ「狼たちの月」（2008年） - アンヘルの父
- 特集オーディオドラマ「戦争童話集」（2002年、NHK-FM）
  - 第1話「干からびた象と象使いの話」 - 園長
  - 第3話「赤とんぼと、あぶら虫」 - 隊長

### ゲーム
2003年
- 最終兵器彼女（アケミの父）

2005年
- キングダム ハーツII（イェン・シッド）

2010年
- キングダム ハーツ バース バイ スリープ（イェン・シッド）
- キングダム ハーツ Re:コーデッド（イェン・シッド）

2011年
- ディズニー エピックミッキー 〜ミッキーマウスと魔法の筆〜（イェン・シッド）

2012年
- キングダム ハーツ 3D ［ドリーム ドロップ ディスタンス］（イェン・シッド）

2013年
- ディズニー エピックミッキー2:二つの力（イェン・シッド）

2014年
- キングダム ハーツ HD 2.5 リミックス（イェン・シッド）

2016年
- ベルセルク無双（ゴドー、ボイド）

2017年
- キングダム ハーツ HD 2.8 ファイナル チャプター プロローグ（イェン・シッド）
- スター・ウォーズ バトルフロントII（シーヴ・パルパティーン皇帝）

2019年
- キングダム ハーツIII（イェン・シッド）

### ボイスオーバー
- 歌こそ わが人生 〜盲目のテノール アンドレア・ボチェッリ〜（2000年、NHK-BS2）
- BS世界のドキュメンタリー（NHK-BS1）
- フロム・ジ・アース/人類、月に立つ（NHK-BS2）
  - 第1、2回（ジェイムズ・ウェッブNASA長官【ダン・ラウリア】）
  - 第12回「月世界旅行〜アポロ17号・最後のミッション」（サイード【バート・ブレイバーマン】）
- ロイヤル・スキャンダル 〜エリザベス女王の苦悩〜（2012年、NHK-BS1）

### CD
- エリック・サティ「スポーツと気晴らし」（語り）
- 日本音楽集団35周年記念CDシリーズ 第1集「竹取物語」（語り）

### その他
- キングダム ハーツ 3D ［ドリーム ドロップ ディスタンス］（PVナレーション）

## 代役・後任
稲垣の病気療養や死去に伴う代役・後任は以下の通り。
| 代役     | 役名                 | 概要作品                           | 代役の初担当作品                               |
| -------- | -------------------- | ---------------------------------- | ---------------------------------------------- |
| 浦山迅   | 勝呂達磨             | 『青の祓魔師』                     | 『青の祓魔師 京都不浄王篇』                    |
| 浦山迅   | パルパティーン皇帝   | 「スター・ウォーズシリーズ」       | 『LEGO スター・ウォーズ/フリーメーカーの冒険』 |
| 青森伸   | パルパティーン皇帝   | 「スター・ウォーズシリーズ」       | 『スター・ウォーズ/スカイウォーカーの夜明け』  |
| 伊藤和晃 | イェン・シッド       | 「キングダム ハーツ シリーズ」     | 『キングダム ハーツ メロディ オブ メモリー』   |
| 魚建     | クロード・ルベル警視 | 『ジャッカルの日』（テレビ東京版） | WOWOW版追加収録部分                            |